# Иван Будинов
Иван Будинов Стоянов е политик от Българската комунистическа партия (БКП) – министър на външната търговия през 1962 – 1968 година, народен представител (1966 – 1976), член на ЦК на БКП, дипломат, както и стопански деец.

## Биография
Роден е на 14 август 1918 година в Перник. Завършва Софийския университет „Свети Климент Охридски“ със специалност „Агрономство“. От 1933 година е член на Работническия младежки съюз, а от 1943 година – и на БКП. Арестуван е за кратко през 1943 година.
След Деветосептемврийския преврат през 1944 година Будинов работи в Централната радио-телеграфна станция и в Министерството на народната отбрана. От 1949 година е в „Булгарплодекспорт“, известно време е търговски представител на България във Франция.
В периода 1962 – 1968 година е министър на външната търговия в първото и второто правителство на Тодор Живков. От 1966 до 1981 година е кандидат-член на Централния комитет на БКП.
Между 1967 и 1973 г. Будинов е генерален директор на ДСО „Булгарплод“. През 1973 – 1976 година е посланик на България във Франция, през 1982 – 1986 година – в Кувейт, а от 1986 до 1988 година – в Северен Йемен. Умира в София на 8 август 1993 година.